# Ajit Jain
Ajit Jain (* 23. Juli 1951 in Orissa, Indien) ist ein Manager der US-amerikanischen Finanzholding Berkshire Hathaway, der derzeit mehreren mit Rückversicherungen befassten Geschäftseinheiten der Firma vorsteht. Ajit Jain ist ein älterer Cousin von Anshu Jain, dem ehemaligen „Co-Vorstandsvorsitzenden“ der Deutschen Bank. Um 2002 stellte er die Verbindung zwischen seinem Cousin Anshu und Warren Buffett her.

## Ausbildung und Werdegang
1972 schloss er seine Studien am IIT Kharagpur mit einem Bachelor in Ingenieurwissenschaften ab.
Nachdem er von 1973 bis 1976 in Indien für IBM gearbeitet hatte, zog er in die USA, wo er 1978 von der Harvard Business School seinen MBA erhielt. Nach einer Tätigkeit für McKinsey & Company kehrte er in den frühen 80er Jahren nach Indien zurück, wo er auf Vorschlag seiner Eltern Tinku Jain heiratete. Er kehrte dann – auf Veranlassung seiner Frau – wieder zu seinem vorherigen Arbeitgeber McKinsey in die USA zurück.
1985 verließ er McKinsey, um in Warren Buffetts Holding Gesellschaft Berkshire Hathaway im Bereich der Versicherungswirtschaft tätig zu werden (ein Gebiet, von dem er nach eigener Aussage zu diesem Zeitpunkt sehr wenig verstand). Heute ist Jain Vorsitzender der Berkshire Hathaway Insurance Group.
Im Jahresbericht 2014 der Gesellschaft werden er und Greg Abel als mögliche Nachfolger des Gründers Warren Buffett in der Position des CEO der Berkshire Hathaway genannt.

## Privates
Ajit Jain errichtet 2005 die Jain Stiftung in Seattle zur Heilung der Dysferlinopathie (eine auch LGMD2B or Miyoshi Myopathie genannte Form der Muskeldystrophie), an der sein Sohn erkrankt ist. Jains Privatvermögen wird auf 2 Mrd. USD geschätzt.